# Man Thiện
Man Thiện (chữ Hán: 謾善; ? - 43) là mẹ của Hai Bà Trưng (Trưng Trắc và Trưng Nhị).

## Tiểu sử
Quê bà Man Thiện ở tổng Cam Giá, trấn Sơn Tây.
Theo Việt Nam danh nhân tự điển của Nguyễn Huyền Anh thì bà Thiện (cháu ngoại của Vua Hùng) có tên thật là Trần Thị Đoan, vợ của quan lạc tướng Hùng Định ở Mê Linh. Sau khi chồng mất, nuôi chí lớn nên bà đã nuôi dạy hai con, đào luyện họ thành người có tài thao lược, yêu nước, trọng đạo nghĩa. Năm Trưng Trắc 19 tuổi, bà gả con gái cho Thi Sách.
Bà là người tổ chức cuộc khởi nghĩa Hai Bà Trưng từ đầu. Khi lực lượng đủ mạnh bà mới giao quyền lãnh đạo lại cho con rể (Thi Sách) và con gái. Nhưng vào năm 39, Thi Sách bị Tô Định giết hại.
Mùa xuân năm 40, Hai Bà Trưng đánh tan quân Hán, xưng Vương đóng đô ở Mê Linh, tôn mẹ là Hoàng hậu Man Thiện và lập ra dòng họ Man. Không ở kinh đô, bà về quê làng Nam Nguyễn (nay thuộc Cam Thượng, Ba Vì) lập đồn trấn giữ. Khi nghĩa quân bị Mã Viện lấn át, bà đã về An Hát (sau đổi thành Phúc Lộc, huyện Phúc Thọ, Hà Nội ngày nay) để chiêu mộ thêm binh sĩ. Trước sự tấn công dữ dội của quân giặc, để không bị địch bắt, bà trầm mình ở dòng sông Hồng vào ngày 10 tháng Chạp năm Quý Mão (43).

## Đền thờ và lăng mộ
Mộ và đền thờ bà Man Thiện gần đền Hai Bà Trưng. Đền thờ bà Man Thiện gọi là đền Mẫu.
Tuy nhiên truyền thuyết khác thì cho rằng gần núi Ba Vì có mộ Dạ và miếu Mèn chính là mộ và miếu của bà Man Thiện. Dạ và Mèn là hai từ trong tiếng Việt cổ dùng để tôn xưng người phụ nữ anh hùng, đáng tôn kính.

## Vinh danh
Ở Thành phố Hồ Chí Minh, tên của bà được đặt cho một con đường ở phường Hiệp Phú và phường Tăng Nhơn Phú A, thành phố Thủ Đức.